# Campeonato Femenino de la SAFF 2024
El Campeonato Femenino de la SAFF 2024 fue la 7.ª edición del Campeonato femenino de la SAFF. El torneo se jugó en Nepal del 17 al 30 de agosto de 2024 con participación de 7 seleccionados nacionales femeninos miembros de la SAFF.
Bangladés es el campeón defensor. En la final, Bangladés se enfrentó a Nepal el 30 de octubre de 2024 en el Estadio Dasarath Rangasala de Katmandú. Bangladesh ganó en la final por el marcador de 2-1, consiguiendo su segundo título en la competición.

## Participantes
| País              | Participaciones | Mejor desempeño                               | Rankinf FIFA Junio de 2024 |
| ----------------- | --------------- | --------------------------------------------- | -------------------------- |
| India             | 7               | Campeón (2010, 2012, 2014, 2016, 2019)        | 67                         |
| Nepal (anfitrión) | 7               | Subcampeón (2010, 2012, 2014, 2019, 2022)     | 98                         |
| Bangladés         | 7               | Campeón (2022, 2024)                          | 140                        |
| Sri Lanka         | 7               | Semifinalista (2012, 2014, 2019)              | 157                        |
| Maldivas          | 7               | Semifinalista (2016)                          | 173                        |
| Bután             | 7               | Fase de grupos (2010, 2012, 2014, 2016, 2019) | 173                        |
| Pakistán          | 5               | Semifinalista (2010)                          | 158                        |

## Sorteo
La ceremonia del sorteo se llevó a cabo en el Hotel InterContinental, Dhaka, Bangladés, el 8 de junio de 2024. Los siete participantes se dividieron en dos grupos: el Grupo A, compuesto por tres equipos, y el Grupo B, compuesto por cuatro equipos.

## Fase de grupos

### Grupo A

#### Clasificación
| Pos. | Equipo    | Pts. | PJ | G | E | P | GF | GC | Dif. | Clasificación                 |
| ---- | --------- | ---- | -- | - | - | - | -- | -- | ---- | ----------------------------- |
| 1    | Bangladés | 4    | 2  | 1 | 1 | 0 | 4  | 2  | +2   | Clasificado a las semifinales |
| 2    | India     | 3    | 2  | 1 | 0 | 1 | 6  | 5  | +1   | Clasificado a las semifinales |
| 3    | Pakistán  | 1    | 2  | 0 | 1 | 1 | 3  | 6  | −3   |                               |

Actualizado a los partidos jugados el 23 de octubre de 2024.
 Fuente: Soccerway

#### Fixture
| Fecha                        | Lugar    |           |                      | Resultado |                      |           |
| ---------------------------- | -------- | --------- | -------------------- | --------- | -------------------- | --------- |
| 17 de octubre de 2024, 17:30 | Katmandú | Pakistán  | Bandera de Pakistán  | 2:5       | Bandera de la India  | India     |
| 20 de octubre de 2024, 17:30 | Katmandú | Bangladés | Bandera de Bangladés | 1:1       | Bandera de Pakistán  | Pakistán  |
| 23 de octubre de 2024, 17:30 | Katmandú | India     | Bandera de la India  | 1:3       | Bandera de Bangladés | Bangladés |

### Grupo B

#### Clasificación
| Pos. | Equipo    | Pts. | PJ | G | E | P | GF | GC | Dif. | Clasificación                 |
| ---- | --------- | ---- | -- | - | - | - | -- | -- | ---- | ----------------------------- |
| 1    | Nepal     | 7    | 3  | 2 | 1 | 0 | 17 | 0  | +17  | Clasificado a las semifinales |
| 2    | Bután     | 7    | 3  | 2 | 1 | 0 | 17 | 1  | +16  | Clasificado a las semifinales |
| 3    | Sri Lanka | 3    | 3  | 1 | 0 | 2 | 2  | 10 | −8   |                               |
| 4    | Maldivas  | 0    | 3  | 0 | 0 | 3 | 0  | 25 | −25  |                               |

Actualizado a los partidos jugados el 24 de octubre de 2024.
 Fuente: Soccerway

#### Fixture
| Fecha                        | Lugar    |          |                         | Resultado |                      |           |
| ---------------------------- | -------- | -------- | ----------------------- | --------- | -------------------- | --------- |
| 18 de octubre de 2024, 13:30 | Katmandú | Maldivas | Bandera de las Maldivas | 0:1       | Bandera de Sri Lanka | Sri Lanka |
| 18 de octubre de 2024, 17:30 | Katmandú | Nepal    | Bandera de Nepal        | 0:0       | Bandera de Bután     | Bután     |
| 21 de octubre de 2024, 13:30 | Katmandú | Bután    | Bandera de Bután        | 4:1       | Bandera de Sri Lanka | Sri Lanka |
| 21 de octubre de 2024, 17:30 | Katmandú | Maldivas | Bandera de las Maldivas | 0:11      | Bandera de Nepal     | Nepal     |
| 24 de octubre de 2024, 13:30 | Katmandú | Maldivas | Bandera de las Maldivas | 0:13      | Bandera de Bután     | Bután     |
| 24 de octubre de 2024, 17:30 | Katmandú | Nepal    | Bandera de Nepal        | 6:0       | Bandera de Sri Lanka | Sri Lanka |

## Fase final

### Semifinales
| Fecha                        | Lugar    |           |                      | Resultado      |                     |       |
| ---------------------------- | -------- | --------- | -------------------- | -------------- | ------------------- | ----- |
| 27 de octubre de 2024, 13:30 | Katmandú | Bangladés | Bandera de Bangladés | 7:1            | Bandera de Bután    | Bután |
| 27 de octubre de 2024, 18:30 | Katmandú | Nepal     | Bandera de Nepal     | 1:1 (4:2 pen.) | Bandera de la India | India |

### Final
| Fecha                        | Lugar    |           |                      | Resultado |                  |       |
| ---------------------------- | -------- | --------- | -------------------- | --------- | ---------------- | ----- |
| 30 de octubre de 2024, 18:30 | Katmandú | Bangladés | Bandera de Bangladés | 2:1       | Bandera de Nepal | Nepal |

## Campeón
| Campeonato Femenino de la SAFF 2024 |
| ----------------------------------- |
| Bandera de Bangladés                |
| Bangladés 2º Título                 |

## Goleadoras
- Actualizo el 27 de octubre de 2024.

| Jugadora      | Selección | Goles |
| ------------- | --------- | ----- |
| Deki Lhazom   | Bután     | 8     |
| Rekha Poudel  | Nepal     | 7     |
| Tohura Khatun | Bangladés | 5     |
| Preeti Rai    | Nepal     | 3     |
| Amisha Karki  | Nepal     | 3     |

## Derechos de transmisión
| País    | Cadena                                     | Ref.                       |
| ------- | ------------------------------------------ | -------------------------- |
| India   | FanCode                                    | fancode.com                |
| { Nepal | Kantipur Max HD, Kantipur Max HD (YouTube) | Kantipur Max HD en YouTube |